# 中国消防企业集团
中國消防企業集團有限公司，簡稱中國消防企業集團、中國消防企業，以及中國消防（英語：China Fire Safety Enterprise Group Limited，港交所：0445），於1994年由江雄（主席）於福建創立「福建萬友消防科技有限公司」。總裁為江清。
主要股東為聯合技術公司，主要在國內經營生產和銷售消防车、消防应急照明系统、消防装备、消防专业施工，以及联网远程自动监控。
該股份在2002年9月30日於港交所創業板上市。招股價為0.4港元，配售股份為5億股，集資額為3億港元，當時以「萬友消防科技控股有限公司」。其後在2008年10月6日轉在主板上市。